# Misericordia Domini

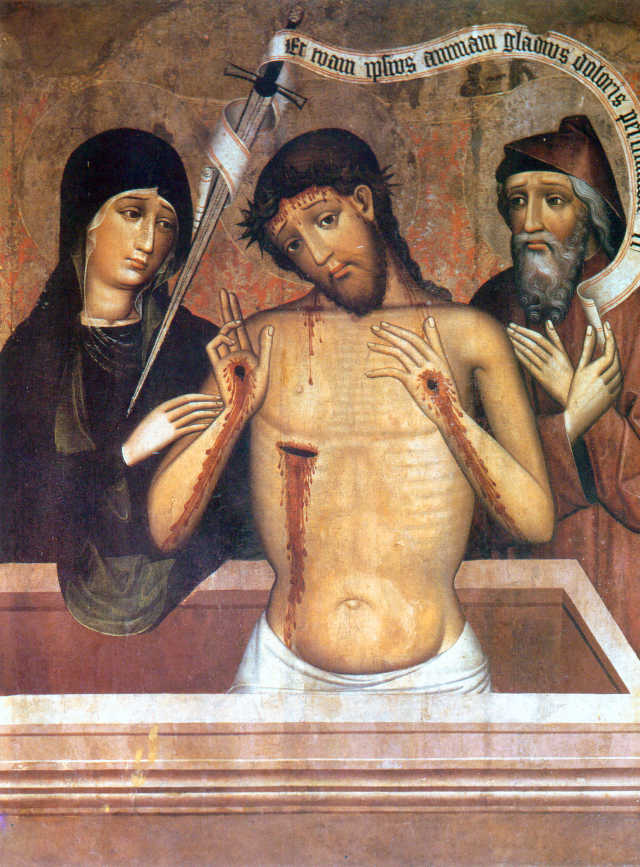
Misericordia Domini ze Zbylitowskiej Góry, ok. 1450, Muzeum Diecezjalne w Tarnowie

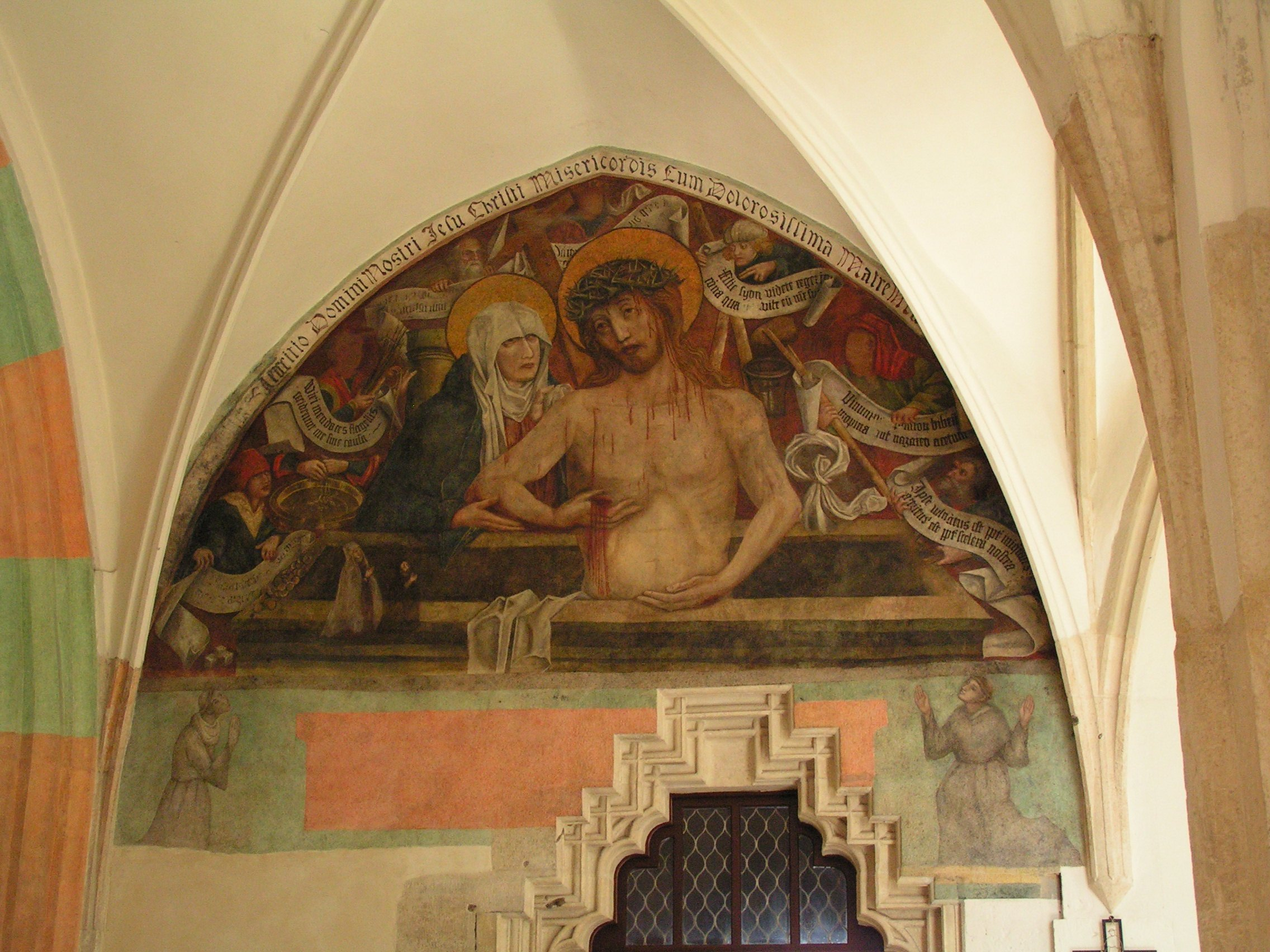
Misericordia Domini - malowidło na krużgankach kościoła św. Katarzyny w Krakowie

Misericordia Domini – w ikonografii chrześcijańskiej przedstawienie Chrystusa ze śladami męki, stojącego w grobie. Czasem towarzyszy mu Maryja.